# Park Narodowy Chinji
Park Narodowy Chinji – park narodowy w dystrykcie Chakwal w prowincji Pendżab w Pakistanie, utworzony w 1987 roku.

## Opis
Park narodowy Chinji został utworzony 1987 roku. Ma on powierzchnię 60,95 km².
Średnie roczne opady na tym obszarze wynoszą 537 mm, z czego 308 mm przypada na okres od lipca do września. Maksymalna temperatura wynosi 27 °C w czerwcu, a minimalna 2,2 °C w styczniu. Wilgotność względna może dochodzić nawet do 80% w czasie monsunu. 